# Leikanger, Stads kommun
Leikanger är en kyrkby och tidigare tätort i Stads kommun i Vestland fylke i västra Norge. Orten ligger där fylkesväg 620 möter fylkesväg 5751 och fylkesväg 5753, på östra sidan av halvön Stadlandet. Här finns Leikangers kyrka.
Tidigare har orten tillhört dåvarande Selje kommun.
Sedan 2021 räknas orten inte längre som en tätort.

## Bilder

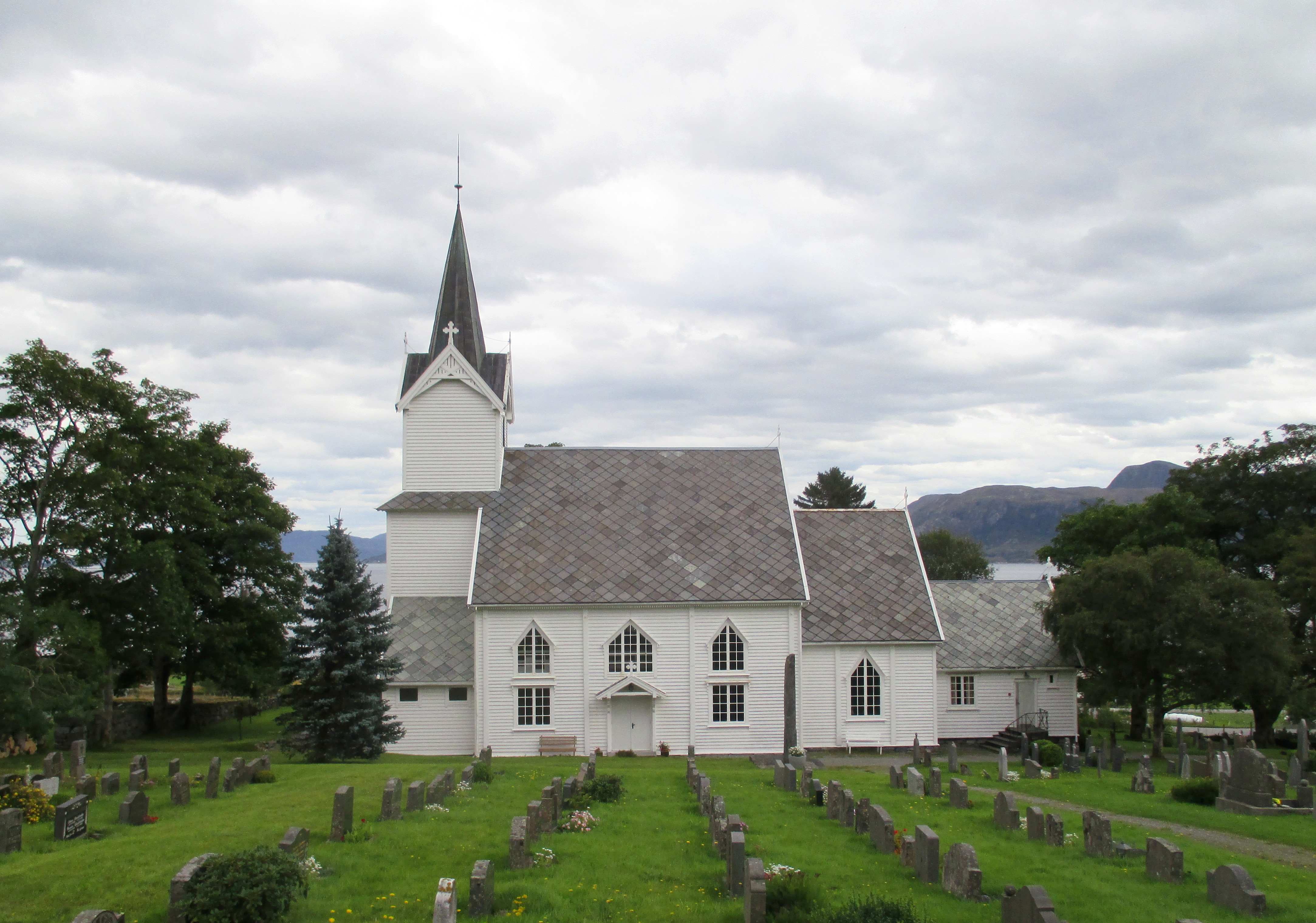
Leikangers kyrka.
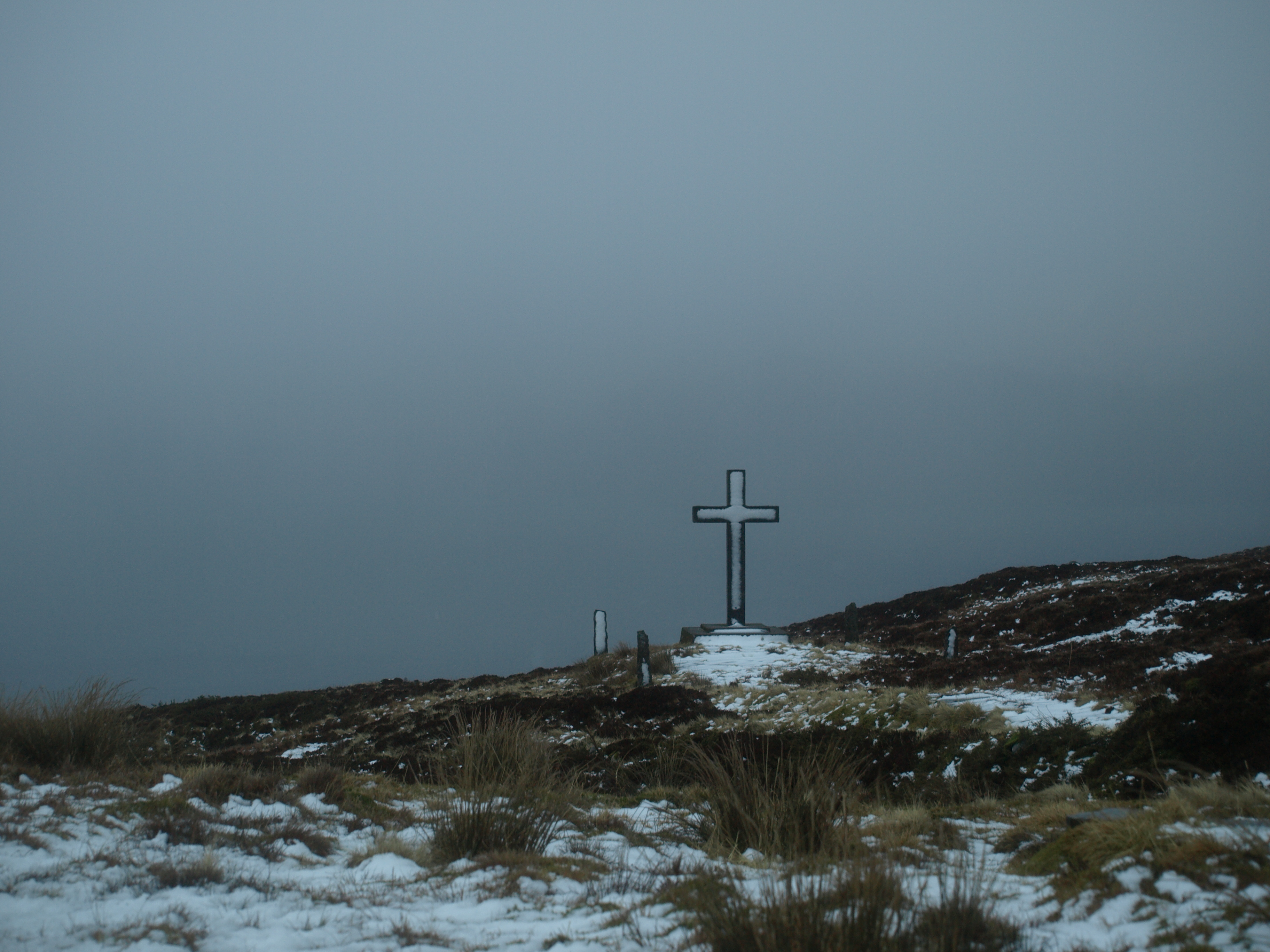
Stenkorset vid Dragseidet, utanför Leikanger.